# Санта-Роса-де-Осос
Санта-Роса-де-Осос (исп. Santa Rosa de Osos) — город и муниципалитет на севере Колумбии, на территории департамента Антьокия. Входит в состав субрегиона Северная Антьокия.

## История
До прихода испанцев территорию муниципалитета населяли представители индейского племени es:Nutabes.
Поселение из которого позднее вырос город было основано в 1636 году. Муниципалитет Санта-Роса-де-Осос был выделен в отдельную административную единицу в 1814 году.

## Географическое положение
Город расположен в центральной части департамента, в гористой местности Центральной Кордильеры, на расстоянии приблизительно 39 километров к северо-северо-востоку (NNE) от Медельина, административного центра департамента. Абсолютная высота — 2480 метров над уровнем моря.

Муниципалитет Санта-Роса-де-Осос граничит на севере с муниципалитетами Сан-Андрес-де-Куэркия, Ярумаль и Ангостура, на северо-востоке — с муниципалитетами Каролина-дель-Принсипе и Гомес-Плата, на востоке — с муниципалитетами Йоломбо и Санто-Доминго, на юге — с муниципалитетом Донматиас, на юго-западе — с муниципалитетом Энтрерриос, на западе — с муниципалитетами Бельмира и Сан-Хосе-де-ла-Монтанья. Площадь муниципалитета составляет 805 км².

## Население
По данным Национального административного департамента статистики Колумбии, совокупная численность населения города и муниципалитета в 2012 году составляла 34 295 человек.
Динамика численности населения муниципалитета по годам:
| 2005   | 2006   | 2007   | 2008   | 2009   | 2010   | 2011   | 2012   |
| ------ | ------ | ------ | ------ | ------ | ------ | ------ | ------ |
| 31 025 | 31 560 | 32 013 | 32 469 | 32 923 | 33 380 | 33 838 | 34 295 |

Согласно данным переписи 2005 года мужчины составляли 50,4 % от населения Санта-Роса-де-Ососа, женщины — соответственно 49,6 %. В расовом отношении белые и метисы составляли 84 % от населения города; негры, мулаты и райсальцы — 16 %.
Уровень грамотности среди всего населения составлял 89,2 %.

## Экономика
Основу экономики Санта-Роса-де-Ососа составляют сельскохозяйственное производство, добыча золота, производство одежды и бумаги, а также производство электроэнергии.

56,2 % от общего числа городских и муниципальных предприятий составляют предприятия торговой сферы, 33,9 % — предприятия сферы обслуживания, 8,8 % — промышленные предприятия, 1,1 % — предприятия иных отраслей экономики.

## Религия
Город является центром католической епархии Санта-Роса-де-Ососа.